# Buellia ryanii
Buellia ryanii är en lavart som beskrevs av Bungartz. Buellia ryanii ingår i släktet Buellia och familjen Physciaceae.   Inga underarter finns listade i Catalogue of Life.